# هيدياكي تيزوكا
هيدياكي تيزوكا (手塚秀彰 تيزوكا هيدياكي) هو ممثل ياباني ولد في 5 ديسمبر 1854 في محافظة توتشيغي

## أدواره في الأنمي

### مسلسلات أنمي تلفزيونية
- ناروتو شيبودن - إيه/الرايكاجي الرابع
- روك لي وأصدقائه النينجا - إيه/الرايكاجي
- هيرومان - توم
- المحقق كونان - أكيرا هيروتا (جرائم القتل المتلاحقة)
- تشايكا أميرة التابوت AVENGING BATTLE - آرثر غاز
- هجوم العمالقة - داريوس زاكلي
- غارغانتيا في الكوكب الأخضر - فيرلوك
- صدى الإرهاب - كوراهاشي
- باك مان ومغامرات الأشباح - أوبتوس (الصوت الثاني)
- جانسلينجر ستراتوس - برايان أودنر
- تراياج X - إيسوروكو تاتارا
- البلدة في غيابي - والد جون شيراتوري
- بوكيمون إكس/واي - لايساندر
- أرجيفولون - هانتشو
- ملحمة تانيا الآثمة - الدمية

### أوفا أنمي
- آيرون مان: صحوة تكنوفور - نيك فيوري
- البدلة المتنقلة جاندام يونيكورن - سبيروا زينرمان

### أفلام أنمي
- فيلم ناروتو شيبودن: سجن الدم - إيه/الرايكاجي الرابع

## أدواره في ألعاب الفيديو
- ناروتو شيبودن: ألتيميت نينجا ستورم ريفولوشن - إيه/الرايكاجي الرابع
- ناروتو شيبودن: ألتيميت نينجا ستورم 4 - إيه/الرايكاجي الرابع

## أدواره في الدبلجة اليابانية
- صراع العروش - ند ستارك
- غير قابل للكسر - إيلايجا برايس
- آيرون مان - نيك فيوري
- مدغشقر - كوالسكي
- مدغشقر: الهروب إلى أفريقيا - كوالسكي
- مدغشقر 3: أكثر المطلوبين في أوربا - كوالسكي
- يوم التدريب - ألونسو هاريس
- سبايدرمان (1994) - كريفن الصياد
- سوبرمان - لوبو
- مهمة مستحيلة 3 - لوثر ستيكل

## وصلات خارجية
- هيدياكي تيزوكا على موقع IMDb (الإنجليزية)
- هيدياكي تيزوكا على موقع قاعدة بيانات الفيلم (الإنجليزية)
- هيدياكي تيزوكا على موقع كينوبويسك (الروسية)
- هيدياكي تيزوكا على موقع ANN person (الإنجليزية)